# Federico Elduayén
Federico Martín Elduayén Saldaña (ur. 25 lipca 1977 roku) – urugwajski piłkarz występujący na pozycji bramkarza. Obecnie gra w Universidad Concepción.

## Kariera klubowa
Federico Elduayén zawodową karierę rozpoczynał w 1999 roku w CA Peñarol. W zespole tym Urugwajczyk spędził ponad sześć lat, w trakcie których wystąpił w 95 ligowych pojedynkach. O miejsce w bramce „Manyas” rywalizował między innymi z takimi zawodnikami jak Claudio Flores, Adrián Berbia czy José Luis Chilavert. W 1999 i 2003 roku Elduayén sięgnął z Peñarolem po mistrzostwo kraju. W 2005 roku urugwajski bramkarz podpisał kontrakt z chilijską drużyną Universidad Concepción. W debiutanckim sezonie w nowym klubie Elduayén rozegrał dziewiętnaście meczów w pierwszej lidze, a podczas rozgrywek w 2006 roku brał udział w 29 ligowych pojedynkach.

## Kariera reprezentacyjna
W 2002 roku Víctor Púa powołał Elduayéna na mistrzostwa świata. Na mundialu tym reprezentacja Urugwaju zajęła trzecie miejsce w swojej grupie i odpadła z turnieju. Sam Federico na boiskach Korei Południowej i Japonii pełnił rolę trzeciego bramkarza i nie zagrał w żadnym ze spotkań. W reprezentacji zagrał w 1 spotkaniu.